# Cyclassics Hamburg 2010
De 15e editie van de Vattenfall Cyclassics werd verreden op 15 augustus 2010 over een parcours van 216,6 kilometer in en om Hamburg. Winnaar werd net als in 2009 de Amerikaan Tyler Farrar. Farrar was in de massasprint Edvald Boasson Hagen en André Greipel de baas.

## Uitslag
| Vattenfall Cyclassics 2010 (216,6 km) |                      |                         |          |
| Plaats                                | Naam                 | Ploeg                   | Tijd     |
| Winnaar                               | Tyler Farrar         | Team Garmin-Transitions | 5u02'36" |
| 2                                     | Edvald Boasson Hagen | Team Sky                | z.t.     |
| 3                                     | André Greipel        | Team HTC-Columbia       | z.t.     |
| 4                                     | Alexander Kristoff   | BMC Racing Team         | z.t.     |
| 5                                     | Allan Davis          | Astana                  | z.t.     |
| 6                                     | Daniele Bennati      | Liquigas-Doimo          | z.t.     |
| 7                                     | Tom Leezer           | Rabobank                | z.t.     |
| 8                                     | Enrique Mata         | Footon-Servetto-Fuji    | z.t.     |
| 9                                     | Sébastien Hinault    | AG2R-La Mondiale        | z.t.     |
| 10                                    | Marco Marcato        | Vacansoleil             | z.t.     |
|                                       |                      |                         |          |
| 12                                    | Jürgen Roelandts     | Omega Pharma-Lotto      | z.t.     |

1996 · 
1997 · 
1998 · 
1999 · 
2000 · 
2001 · 
2002 · 
2003 · 
2004 · 
2005 · 
2006 · 
2007 · 
2008 · 
2009 · 
2010 · 
2011 · 
2012 ·
2013 · 
2014 ·  
2015 ·  
2016 ·  
2017 · 
2018 · 
2019 · 
2020 · 
2021 · 
2022 · 
2023 ·
2024 ·
2025
 Tour Down Under · 
 Ronde van Catalonië · 
 Gent-Wevelgem · 
 Ronde van Vlaanderen · 
 Ronde van het Baskenland · 
 Amstel Gold Race · 
 Ronde van Romandië · 
 Dauphiné · 
 Ronde van Zwitserland · 
 Clásica San Sebastián · 
 Ronde van Polen · 
 Vattenfall Cyclassics · 
 GP Ouest France-Plouay · 
  Eneco Tour · 
 Grote Prijs van Quebec · 
 Grote Prijs van Montreal